# Никшић у Народноослободилачкој борби
Никшић у НОБ обухвата историју Никшића од немачке окупације (17. априла 1941) до ослобођења (19. септембра 1944).

## Окупација

### КПЈ у Никшићу
У Никшићу је од 1920. постојала организација КПЈ. За листу КПЈ на изборима исте године гласало је чак 28 % бирача. Тако је пред рат Никшић са околином представљао снажно комунистичко упориште. За све време рата организација КПЈ из града одржавала је илегалне везе са партијским руководством (Окружним и Среским комитетом) и Штабом Никшићког партизанског одреда.

### Италијанска окупација и устанак
За време априлског рата, у Никшић су 17. априла ушли делови 8. тенковске дивизије немачке 2. армије. Немци су убрзо продужили наступање према Требињу и Дубровнику, а 21. априла један италијански пешадијски батаљон, са батеријом артиљерије из састава 93. пука дивизије Месина, успоставио је гарнизон у Никшићу. Италијански карабињери успоставили су убрзо станице у граду и по околним селима.
Под руководством Месног комитета КПЈ који је обједињавао рад 12 ћелија у граду и околним селима, из војних магацина, одмах после окупације, извучено је и склоњено у село Озриниће, Горње Поље и у планину Будош 205 пушака, 25 сандука муниције и 300 бомби. У граду су, у току припрема за устанак, формиране 4 ударрне групе са 120 бораца, а у селима из непосредне околине још 10 група. Крајем јуна 1941. у селу Студеници одржана је месна партијска конференција. Дата је и директива да комунисти напусте град како би избегли хапшења.
Дана 13. јула 1941. Месни комитет КПЈ објавио је одлуку о оружаном устанку. Већ ноћу 13/14. јула ударне групе устаника извршиле су напад на жандармеријску станицу на Буковику, којим је започео оружани устанак у никшићком срезу. За кратко време ликвидиране су све карабињерске и жандармеријске станице по селима, а Никшић је блокиран. Припремани напад на град осујећен је 26. јула продором на подручје Никшића дивизије Cacciatori delle Alpi из Подгорице. Нешто касније у граду је успоставио гарнизон један батаљон италијанског 27. пука дивизије Таро.
Од комуниста и симпатизера који су напустили град, формирана је 28. августа 1941. Никшићка партизанска чета, а у граду илегална партизанска чета и железнички вод.

### Борбе у 1942. години
Од децембра 1941. до половине фебруара 1942. Никшић је био блокиран од партизанских јединица. Снабдевање гарнизона вршено је ваздушним путем. После десетодневних борби италијанске снаге су деблокирале град, који је солидно утврђен и чија се одбрана ослањала на утврђења Уздомир, Студеничке главице и Требјеса. Око града су изграђени бетонски бункери и постављена минска поља и жичане препреке. У пролеће 1942. Никшић је посела италијанска дивизија Ферара, која се задржала у граду све до битке на Сутјесци у лето 1943. После повлачења главнине партизанских снага из  Црне Горе, из Никшића је интернирано око 700 грађана. У граду су образовани затвори Бедем и Волат. У јуну 1942, после атентата на италијанске официре у хотелу Америка, стрељано је 20 затвореника који су се херојски држали пред непријатељем.

### Борбе у 1943. години
За време битке на Сутјесци (у лето 1943) прошла је кроз Никшић главнина немачке 7. СС дивизије, а затим је у град стигла италијанска дивизија Тауринезе, која је остала до капитулације Италије. За време капитулације Италије преко Никшића је, према Јадранском мору, продрла немачка 118. дивизија. У граду је задржан 2. батаљон 173. пука и италијански фашистички батаљон са око 500 војника. Јединице НОВЈ са подручја Никшића разоружале су делове италијанске дивизије Тауринезе, док су сарадници окупатора у граду предали Немцима 130 затвореника.

### Борбе у 1944. години
Група од 35 савезничких авиона бомбардовала је 7. и 8. априла 1944. Никшић. Погинула су 83 немачка војника и 178 грађана. Град је поново био блокиран од јединица НОВЈ. Немачке јединице су ноћу 17/18. септембра неопажено напустиле град у који су 19. септембра ушли делови Шесте црногорске бригаде и Никшићког НОП одреда. Од тада је Никшић постао центар војног и политичког руководства Црне Горе (седиште Покрајинскоог комитета КПЈ, ЦАСНО и Штаба Другог корпуса НОВЈ).

## Последице
За време италијанске окупације убијено је 458 грађана, а спаљено 4.455 зграда. Немци су спалили 767 зграда. Укупно је уништено 40% свих зграда у Никшићу и околини. Око 2.000 грађана било је ухапшено и затворено током окупације.